# Base de la Fuerza Aérea Castle
La Base de la Fuerza Aérea Castle, en inglés: Castle Air Force Base, (1941-1995) es una antigua base de la Fuerza Aérea de los Estados Unidos situada al noreste de Atwater, al noroeste de Merced y a unos 198 km al estesudeste de San Francisco, California. Era una base del Mando Aéreo Estratégico, que fue cerrada en 1995 después de finalizar la Guerra Fría, y actualmente es conocida como el Castle Airport Aviation and Development Center. 

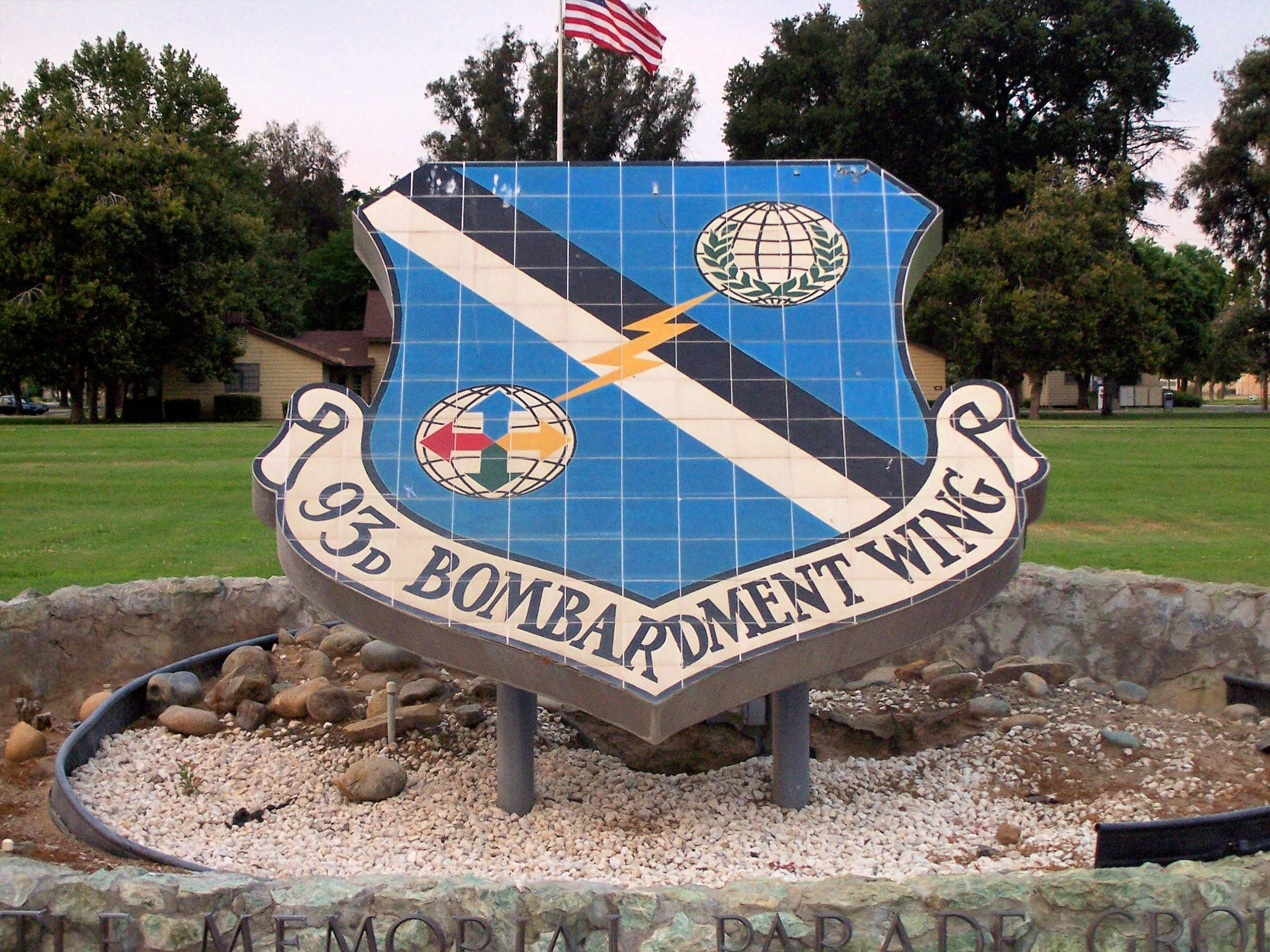
Símbolo frente a la entrada de la antigua Castle AFB.